# CPC-300

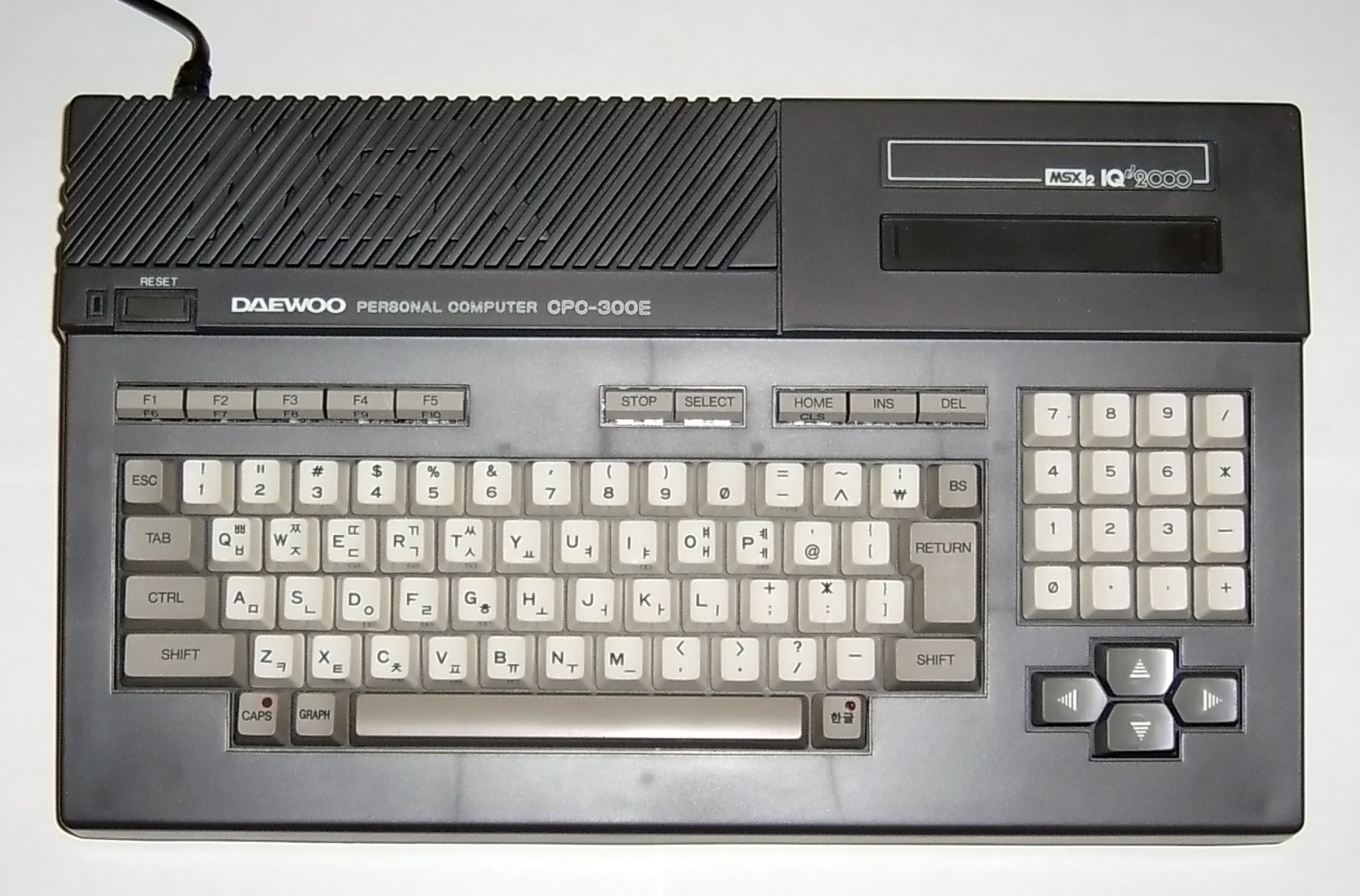
Daewoo CPC-300E.

CPC-300は韓国の大宇電子から発売されたMSX2規格のパーソナルコンピュータ。別名IQ-2000。

## 概要
本体はキーボード一体型で、FDDは搭載されておらず、カートリッジスロットを1つ持つ。本体カラーはブラックとホワイトの2種類。
なお韓国では、カートリッジスロットと拡張バスを一つずつ搭載したモデルしか発売されていない。

## バリエーション
CPC-300とCPC-300Eの2モデルが存在する。CPC-300Eは教育用の廉価モデルで、ジョイスティック端子が省かれているなどの違いがある。
CPC-300は韓国市場向けの他に海外市場向けが存在する。IQ-2000は韓国市場向けモデルのみ。

### 韓国市場向け
キーボードにハングルの字母がプリントされており、ハングルキーでハングル入力に切り替えてハングルが入力できるようになっている。ハングル入力中はハングルキーにあるLEDが点灯する。
電源投入時のスプラッシュスクリーンがMSXのロゴからIQ-2000のロゴに変更されており、VRAM容量の表示も内蔵時計の日付と時刻に変更されている（CPC-300Eは内蔵時計が無いため表示がない）。その後、ハングル表示用の16ドットフォントで「MSX BASIC version 2.0 Copyright 1985 by Microsoft」「MSX 한글 version 3.00 Copyright 1986 by 대우」と表示され、さらに画面が切り替わってMSX-BASICが起動する。
MSX-BASICにはハングルを高解像度で表示するためのSCREEN 9が追加されている。このためVDPがV9948に変更されているという説があったが、実際はSCREEN 6のインターレス表示であり、使用されているVDPもV9938である。ハングルフォントは12×16ドットで、SCREEN 9のWIDTH 80で、横40文字表示させることが可能。このハングル表示はハングルの字母をそれぞれビットマップ描画する方式で、完成形ハングルのフォントセットは持っていない。

### 海外市場向け
キーボードにハングルのプリントが無く、アクセント符号の入った英字が追加されている。ハングルキーはCODEキーに変更されている。
スプラッシュスクリーンが変更されているかは不明。

## 仕様
以下の項目は各モデル共通:
- 映像信号; NTSC
- TV/ディスプレイへの出力
  - RF出力
  - AV端子（音声はモノラル）
  - RGB
  - モノクロ/カラー切り替えスイッチ
  - RF出力チャンネルスイッチ
- コネクタ類
  - プリンター端子
  - カートリッジスロット
  - データレコーダ端子
- 電源: 110/120V, 60Hz

### CPC-300
- RAM: 128KB
- VRAM: 128KB
- その他:
  - 内蔵時計
  - ジョイスティック端子 × 2
  - ライトペン端子
  - 「IQ教室」を内蔵

### CPC-300E
- RAM: 64KB
- VRAM: 128KB
- その他:
  - 内蔵時計なし
  - ジョイスティック端子なし
  - ライトペン端子なし

## IQ教室
韓国市場向けのCPC-300には「IQ교실」というチュートリアルプログラムが内蔵されており、初期状態では電源を投入すると自動で起動するようになっている。チュートリアル実行中にSELECTキーを押すことでMSX-BASICに移動できる。チュートリアルが不要な場合はSET SYSTEM 1を実行することで起動を抑止できる。
CPC-300EはIQ教室を搭載していない。

## ロシアでの使用
CPC-300Eは1980年代～1990年代中旬にかけてロシア国内に流通したMSXの一つとなった。これらは学校教育用として、それまで使用してたヤマハのYISシリーズの置き換えとしてロシア国内に納入された。本体は韓国市場向けと同一のもので、マニュアルのみ英語版が付属した。

## CPC-400
CPC-300の上位機種で大宇ポスコムシリーズのフラッグシップモデル。「X-Ⅱ」の愛称がある。セパレート型でFDDは標準で1ドライブだが2ドライブに増設することができ、さらに拡張バスに外付けFDDを接続することで4ドライブに拡張することができる。3640文字の漢字フォントと完成形の明朝体ハングルフォント（全ての文字ではない）も搭載している。漢字入力は、単漢字変換とコード入力をサポート。
CPC-400Sはスーパーインポーズ、デジタイザ機能を搭載しており、映像編集ソフト『スーパーグラフィック』（松下電器の「ビデオグラフィックス」とほぼ同一の内容）も付属する。韓国の地方テレビ局でテロッパーなどとして使用されていた。